# Savršeni krug
Savršeni krug je igrani film bosanskohercegovačkog redatelja Ademira Kenovića iz 1997.

## Radnja
Nakon što mu žena i dijete odu iz ratnog Sarajeva, pjesnik Hamza u svom stanu pronalazi dvojicu dječaka koji su ušli u njegov stan kako bi se skolonili od granata. Jedan od njih je nijem i zove se Kerim, a drugi, mlađi, je Adis. Dječaci su ostali bez roditelja, te u nemogućnosti da pronađe njihovu rodbinu, Hamza ih zadržava kod sebe. A pošto vidi mnoga stradanja odlučuje ih izvesti iz opkoljenog Sarajeva i poslati kod tetke u Njemačku.